# Тимофей (Подобедов)
Архимандрит Тимофе́й (в миру Алексе́й Ра́диевич Подобе́дов; 27 июля 1974, Воронеж — 10 декабря 2021, там же) — священнослужитель Украинской православной церкви (Московского патриархата), кандидат богословия, докторант Общецерковной аспирантуры и докторантуры. С 2019 года работал адвокатом в Воронеже.

## Биография
Родился в семье преподавателя Воронежского государственного университета, 1-го секретаря Воронежского горкома ВЛКСМ (1954—1957) Радия Масимовича Подобедова. Дед — М. М. Подобедов писатель и главный редактор журнала «Подъём».
Окончил среднюю школу в 14 лет, а в 1992 году — химический факультет Воронежского университета.
В 1995 году окончил Московскую духовную семинарию, а в 1998 году — Московскую духовную академию. Был секретарём ректора МДАиС епископа Верейского Евгения (Решетникова).
5 апреля 1996 года принял монашеский постриг с именем Тимофей.
13 апреля 1997 года рукоположён в иеродиакона, 22 мая того же года — во иеромонаха.
11 июня 1998 года утверждён в должности преподавателя английского языка Московской духовной академии и семинарии.
В 1999 году назначен клириком храма Пророка Илии в Обыденском переулке города Москвы.
10 апреля 2006 года в храме святителя Николая в Звонарях Патриархом Московским и всея Руси Алексием II возведён в сан игумена.
10 октября 2006 года назначен настоятелем храма Пророка Илии в Обыденском переулкев города Москвы.
В декабре 2008 года официальный сайт Патриархии приводил его слова о том, что он как настоятель своими «первоочередными задачами» считает «реконструкцию имущественного комплекса и реставрацию фресок» храма.
В 2010 году упоминался докторантом Общецерковной аспирантуры и докторантуры.
10 апреля 2011 года Патриархом Московским и всея Руси Кириллом в Храме Христа Спасителя за усердное служение Церкви Божией и пастырское попечительство удостоен права ношения палицы.
Также был настоятелем домового храма Флора и Лавра при бывшем Ермаковском училище (ныне — Московский экономико-энергетический колледж) и храма во имя святой равноапостольной Марии Магдалины при Московском Государственном Лингвистическом Университете (приписной к храму Пророка Илии Обыденного). Был куратором проекта возрождения храма на Мясницкой.
В апреле 2012 года российские СМИ освещали крещение, им совершённое над дочерью эстрадного артиста Ф. Б. Киркорова: певец взошёл на амвон и выступил с речью, что, равно как и то обстоятельство, что крещаемая было рождена от суррогатной матери, вызвало порицание ряда видных священнослужителей РПЦ.
В августе 2012 года в СМИ получило широкое освещение ДТП с его участием, произошедшее около полуночи 31 июля того же года (канун памяти Серафима Саровского, особо чествуемого в Ильинском храме) на Зацепском валу, при обстоятельствах, вызвавших общественную дискуссию.
17 августа 2012 года было сообщено о том, что он «освобождается от несомого послушания с запрещением в священнослужении до завершения расследования дела в дисциплинарной комиссии Московской городской епархии». На судебное заседание 3 сентября 2012 года мирового суда района Замоскворечье не явился, сославшись, по словам его адвокатов, на «повышенную эмоциональную и психофизическую нагрузку». В судебном заседании 6 сентября 2012 года свою вину признать отказался. 12 сентября 2012 года решением суда лишён водительских прав на один год и восемь месяцев за невыполнение требования проходить медицинское освидетельствование на состояние опьянения (ч.1 ст. 12.26 КоАП).
26 марта 2013 года был принят в клир Воронежской и Борисоглебской епархии и назначен на должность штатного клирика храма во имя святых равноапостольных Кирилла и Мефодия города Воронежа.
28 февраля 2014 года указом правящего архиерея освобождён от должности штатного клирика храма во имя святых равноапостольных Кирилла и Мефодия города Воронежа и назначается на должность настоятеля храма во имя святого великомученика Димитрия Солунского города Воронежа.
24 марта 2017 года указом митрополита Воронежского Сергия (Фомина) почислен за штат Воронежской епархии с правом перехода в клир Джанкойской епархии.
С 2018 года насельник мужского монастыря в честь преподобного Паисия Величковского г. Севастополя.
30 апреля 2019 года, по благословению митрополита Киевского и всея Украины Онуфрия, епископом Ялтинским Нестором (Доненко), викарием Симферопольской епархии, возведён в сан архимандрита.
С 30 августа 2019 года работал на светской работе, являясь действующим адвокатом частной адвокатской конторы «Подобедов, Глазунов и партнеры» города Воронежа.
Скончался в Воронеже 10 декабря 2021 года в результате тромбоза.

## Публикации
- История палестинского монашества в IV—VII веках. Диссертация на соискание ученой степени кандидата богословия. Сергиев Посад, 1998
- Афанасий (Евтич), епископ Захумско-Герцеговинский. Православный экуменизм / пер.: Тимофей (Подобедов), иером. // Церковь и время. 1998. — № 4 (7). — С. 63-74.
- Посещение Московских Духовных школ послом Греции в Российской Федерации // Журнал Московской Патриархии. 1999. — № 1. — С. 59
- Обсуждение вопроса об окружном и епархиальном управлении Российской Православной Церкви на заседаниях Предсоборного Присутствия. // Церковно-исторический вестник № 16/17. 2009\2010. М. — С. 54—63.